# Chiesa della Beata Vergine della Salute (Gattatico)
La chiesa o oratorio della Beata Vergine della Salute è un edificio religioso che sorge, immediatamente a ridosso dell'argine del torrente Enza, in via Trento 1, nella località di San Pantaleone, frazione del comune di Gattatico, al confine con Sorbolo Levante, parte del territorio comunale di Brescello.

## Storia e descrizione
L'oratorio, di proprietà (come pure il podere annesso) dell'Ordine costantiniano di S. Giorgio di Parma, gode di uno status assai particolare: dal punto di vista della giurisdizione civile, esso è situato in parte nel territorio di Gattatico e in parte in quello di Brescello; tuttavia, dal punto di vista della giurisdizione religiosa, l'oratorio - pur affidato alle cure del rettore di Enzola (parrocchia di Poviglio e diocesi di Reggio Emilia-Guastalla) - è soggetto alla plebana di Sorbolo (diocesi di Parma). Usato raramente, una volta all'anno vi è officiata una messa dal prefetto della Steccata di Parma, sede dell'Ordine. La data di costruzione è ignota, ma essa è di certo anteriore all'anno 1657, allorché furono effettuati importanti lavori di restauro e di abbellimento (se non addirittura di radicale ricostruzione) come lascia supporre un'iscrizione che si trova su una colonna all'interno. Dal punto di vista architettonico si nota un impianto assai semplice, ad unica navata: la facciata è rivolta verso sud, "riquadrata da lesene angolari e da un cornicione di gronda modanato, con un portale architravato sormontato da una finestrella ovale".    